# Stazione di Secondigliano
La stazione di Secondigliano era una stazione ferroviaria posta sulla linea Alifana bassa, nonché suo capolinea meridionale durante gli ultimi anni di esercizio della linea. Serviva il quartiere di Secondigliano, nella città di Napoli.

## Storia
La stazione, situata nei pressi della strada statale 7 bis, venne attivata il 30 marzo 1913 insieme alla tratta ferroviaria da Napoli a Capua (Alifana bassa).
A causa della crescente urbanizzazione dell’hinterland napoletano, divenne il capolinea della linea a metà degli anni 1970, ma il servizio ferroviario ormai non risultava più adeguato alle esigenze; pertanto il 20 febbraio 1976 l’esercizio dell'Alifana bassa venne sospeso, in previsione della costruzione di una nuova linea metropolitana corrente più ad est.

## Strutture e impianti
La stazione disponeva di 2 binari per il servizio viaggiatori. Il fabbricato viaggiatori, dopo la chiusura della ferrovia, è diventato un edificio privato.